# Garby (szczyt)

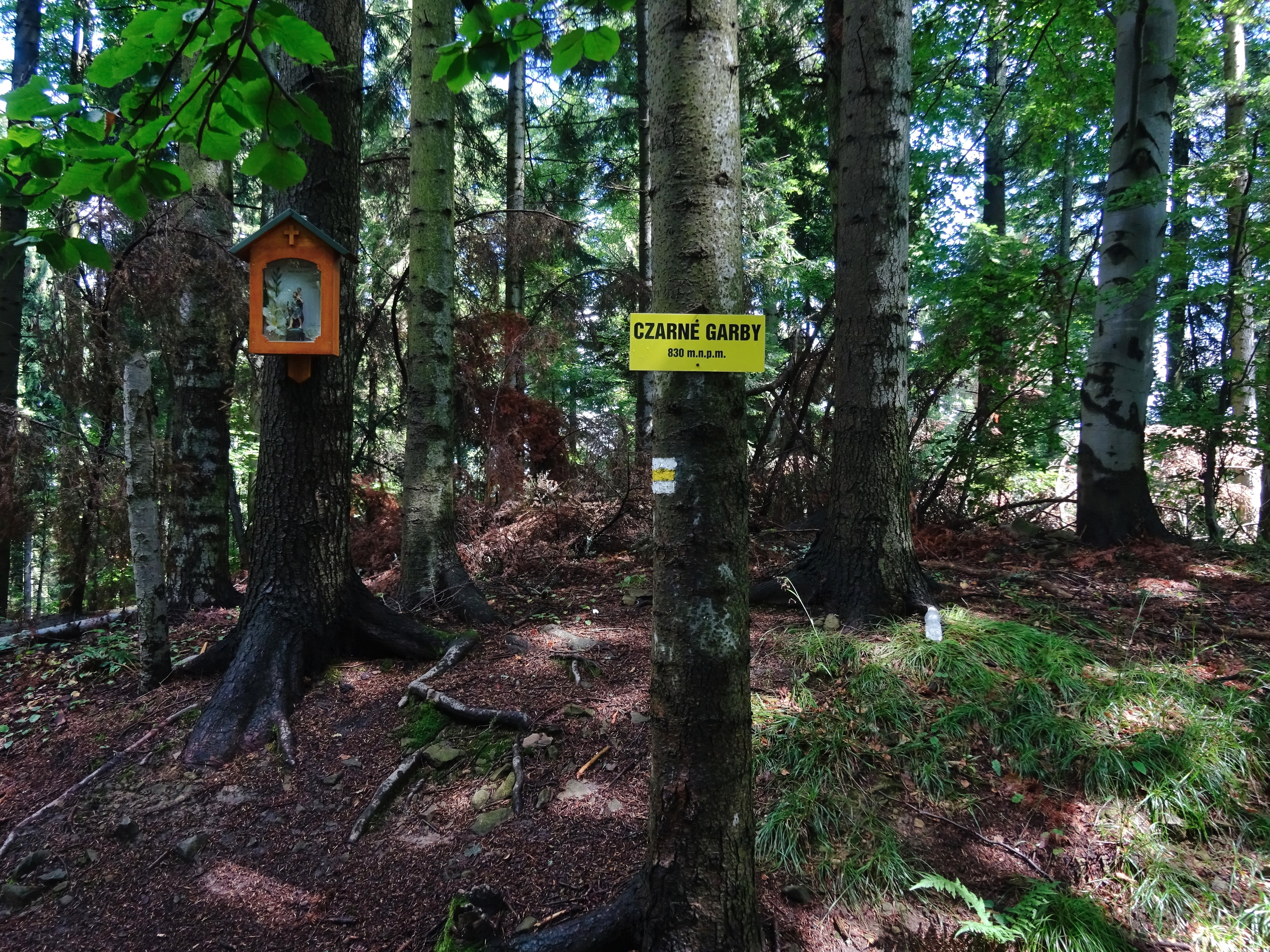
Szczyt Garbów

Garby lub Góra Garby (830 m) – szczyt w południowej części Gór Leluchowskich, na niektórych mapach podpisany jako Czarne Garby. Znajduje się w głównym grzbiecie tych gór i jest zwornikiem; w niemal zachodnim kierunku odbiega od niego boczny grzbiet, który przez Malnik opada do Muszyny. Pomiędzy tym bocznym grzbietem a grzbietem głównym spływa do Muszynki potok Wilcze. Po wschodniej stronie Czarnych Garbów spływa na północ potok Młynne (również dopływ Muszynki), a w zachodnim kierunku do Popradu Podgórny Potok
Szczyt jest całkowicie zalesiony, ale na dolnej części wschodnich stoków Czarnych Garbów, w źródliskach Potoku Podgórnego, znajdują się jeszcze duże trawiaste obszary zarastające lasem. Dawniej bezleśnych obszarów było tutaj znacznie więcej, również w rejonie samego wierzchołka, na jego zachodnim grzbiecie były trawiaste obszary, zaznaczane jeszcze na niektórych mapach. Były to pola uprawne, łąki i pastwiska Łemków. Po ich wysiedleniu w 1947 zarastają lasem

## Szlaki turystyczne
– żółty: Muszyna – Malnik – Czarne Garby – Przechyby – Dubne (szczyt) – Wojkowa – Kamienny Horb – Pusta (867 m) – Wysoka Horka – Bukowina – Muszynka. 7.30 h, ↓ 6.45 h.
 – niebieski: Leluchów – Kraczonik – Zimne – Dubne (szczyt) – Przechyby – Czarne Garby – Powroźnik. 4 h, ↓ 3.45 h